# Unione Sportiva Pistoiese 1926-1927
Questa pagina raccoglie i dati riguardanti l'Unione Sportiva Pistoiese nelle competizioni ufficiali della stagione 1926-1927.

## Rosa
| N. |                   | Ruolo | Calciatore           |
| -- | ----------------- | ----- | -------------------- |
|    | Italia (bandiera) | A     | Alberto Barni        |
|    | Italia (bandiera) | D     | Camurri              |
|    | Italia (bandiera) | A     | Carlo Cantini        |
|    | Italia (bandiera) | C     | Adolfo Chiti         |
|    | Italia (bandiera) | P     | Cozzi                |
|    | Italia (bandiera) | A     | Dino De Biase        |
|    | Italia (bandiera) | C     | Giovanni Frassoldati |

| N. |                   | Ruolo | Calciatore           |
| -- | ----------------- | ----- | -------------------- |
|    | Italia (bandiera) | D     | Carlo Giacomelli     |
|    | Italia (bandiera) | A     | Ferdinando Innocenti |
|    | Italia (bandiera) | A     | János Nehadoma       |
|    | Italia (bandiera) | D     | Italo Pizziolo       |
|    | Italia (bandiera) | A     | Ugolini              |
|    | Italia (bandiera) | D     | Renato Vignolini     |
|    | Italia (bandiera) | C     | Giovanni Zucchi      |